# Ludwig Belitzer
Ludwig Belitzer (geboren Berlijn, 11 juni 1901 - overleden) was een Duits pianist en (koor)dirigent.
Hij was getrouwd met Gisela Knopf, geboren in Krakau.
Van Belitzers opleiding is niets bekend. Hij vluchtte in de jaren dertig voor opkomende Nazi-Duitsland naar Nederland. Hij kon hier als pianist en koordirigent meteen aan de slag bij koren rondom Amsterdam, die waren aangesloten bij de Arbeiderszangbond, bijvoorbeeld Stem des Volks. Zo was hij ook actief in Weesp. Op 4 februari 1935 was in 1935 op de radio te horen in een uitvoering van Georg Friedrich Händels oratorium Semele, waarin hij onder meer samen als klavecinist speelde met organist Jan Nieland, zangeres To van der Sluys en het Utrechts Stedelijk Orkest. Toen Duitsland Nederland binnenviel kreeg hij langzaamaan ook hier te maken met antisemitische maatregelen. Dat leidde ertoe dat hij geen deel meer mocht uitmaken van het openbare leven en zich moest beperken tot Joodse muziek, musici, zalen en publiek. Hij werd leider van het Joodsch Kamer Koor en nam plaats in het Joodsch Trio met Sam Tromp en Bram Oberstein. Belitzer en Knopf woonde in de Biesboschstraat 24, maar raakten dat onder de Duitse bezetter kwijt. Belitzer arrangeerde ook wel zangpartijen onder de naam L. Belitzer.
Belitzer en Knopf werden eerst naar Kamp Westerbork gedeporteerd, alwaar Belitzer nog deelnam aan het kampkoor (verblijf 20 juni 1943-11 januari 1944). Later volgde de deportatie naar concentratiekamp Bergen-Belsen (circa 11 januari 1944-bevrijding 15 april 1945). Volgens de kaart van de Joodse Raad voor Amsterdam maakte hij de bevrijding van dat kamp nog mee. Aangezien er nooit meer iets van hem vernomen werd, is hij vermoedelijk daarna spoedig overleden. Zijn vrouw overleed vermoedelijk rond 18 april 1945 te Schipkau tijdens het oponthoud bij het Verloren transport.
- International Standard Name Identifier: 0000 0003 9504 7380
- Nederlandse Thesaurus van Auteursnamen: 318906333
- Virtual International Authority File: 679161212006840070008